# Rafael Matos
Rafael Matos (ur. 6 stycznia 1996 w Porto Alegre) – brazylijski tenisista, reprezentant kraju w Pucharze Davisa, zwycięzca Australian Open 2023 w grze mieszanej, finalista juniorskiego US Open 2014 w grze podwójnej.

## Kariera tenisowa
W 2014 roku, startując w parze z João Menezesem, dotarł do finału juniorskiego US Open, w którym brazylijski debel uległ duetowi Omar Jasika–Naoki Nakagawa 3:6, 6:7(6).
W grze podwójnej wygrał dziesięć turniejów cyklu ATP Tour z siedemnastu rozegranych finałów. Ponadto wygrywał deblowe turnieje rangi ATP Challenger Tour.
W styczniu 2023 roku odniósł zwycięstwo w mikście podczas Australian Open, partnerując Luisie Stefani, z którą w finale pokonał parę Sania Mirza–Rohan Bopanna 7:6(2), 6:2.
Od 2021 roku reprezentant Brazylii w Pucharze Davisa.
W rankingu gry pojedynczej najwyżej był na 440. miejscu (21 maja 2018), a w klasyfikacji gry podwójnej na 26. pozycji (6 lutego 2023).

### Finały w turniejach ATP Tour
| Legenda                                      |
| -------------------------------------------- |
| Wielki Szlem                                 |
| Igrzyska olimpijskie                         |
| Tennis Masters Cup / ATP Finals              |
| ATP Masters Series / ATP Tour Masters 1000   |
| ATP International Series Gold / ATP Tour 500 |
| ATP International Series / ATP Tour 250      |

#### Gra podwójna (10–7)
| Końcowy wynik | Nr  | Data                | Turniej        | Nawierzchnia  | Partner               | Przeciwnicy                          | Wynik finału         |
| ------------- | --- | ------------------- | -------------- | ------------- | --------------------- | ------------------------------------ | -------------------- |
| Zwycięzca     | 1.  | 28 lutego 2021      | Córdoba        | Ceglana       | Felipe Meligeni Alves | Romain Arneodo Benoît Paire          | 6:4, 6:1             |
| Finalista     | 1.  | 28 maja 2021        | Belgrad        | Ceglana       | André Göransson       | Jonatan Erlich Andrej Wasileuski     | 4:6, 1:6             |
| Zwycięzca     | 2.  | 26 lutego 2022      | Santiago       | Ceglana       | Felipe Meligeni Alves | André Göransson Nathaniel Lammons    | 7:6(8), 7:6(3)       |
| Zwycięzca     | 3.  | 9 kwietnia 2022     | Marrakesz      | Ceglana       | David Vega Hernández  | Andrea Vavassori Jan Zieliński       | 6:1, 7:5             |
| Finalista     | 2.  | 1 maja 2022         | Monachium      | Ceglana       | David Vega Hernández  | Kevin Krawietz Andreas Mies          | 6:4, 4:6, 7–10       |
| Zwycięzca     | 4.  | 25 czerwca 2022     | Santa Ponça    | Trawiasta     | David Vega Hernández  | Ariel Behar Gonzalo Escobar          | 7:6(5), 6:7(6), 10–1 |
| Zwycięzca     | 5.  | 17 lipca 2022       | Båstad         | Ceglana       | David Vega Hernández  | Simone Bolelli Fabio Fognini         | 6:4, 3:6, 13–11      |
| Zwycięzca     | 6.  | 2 października 2022 | Sofia          | Twarda (hala) | David Vega Hernández  | Fabian Fallert Oscar Otte            | 3:6, 7:5, 10–8       |
| Finalista     | 3.  | 9 października 2022 | Tokio          | Twarda        | David Vega Hernández  | Mackenzie McDonald Marcelo Melo      | 4:6, 6:3, 4–10       |
| Finalista     | 4.  | 23 lipca 2023       | Båstad         | Ceglana       | Francisco Cabral      | Gonzalo Escobar Ołeksandr Nedowiesow | 2:6, 2:6             |
| Finalista     | 5.  | 26 września 2023    | Chengdu        | Twarda        | Francisco Cabral      | Sadio Doumbia Fabien Reboul          | 6:4, 5:7, 7–10       |
| Zwycięzca     | 7.  | 25 lutego 2024      | Rio de Janeiro | Ceglana       | Nicolás Barrientos    | Alexander Erler Lucas Miedler        | 6:4, 6:3             |
| Zwycięzca     | 8.  | 16 czerwca 2024     | Stuttgart      | Trawiasta     | Marcelo Melo          | Julian Cash Robert Galloway          | 3:6, 6:3, 10–8       |
| Zwycięzca     | 9.  | 21 lipca 2024       | Båstad         | Ceglana       | Orlando Luz           | Manuel Guinard Grégoire Jacq         | 7:5, 6:4             |
| Finalista     | 6.  | 4 sierpnia 2024     | Waszyngton     | Twarda        | Marcelo Melo          | Nathaniel Lammons Jackson Withrow    | 5:7, 3:6             |
| Finalista     | 7.  | 17 lutego 2025      | Buenos Aires   | Ceglana       | Marcelo Melo          | Guido Andreozzi Théo Arribagé        | 5:7, 6:4, 7–10       |
| Zwycięzca     | 10. | 23 lutego 2025      | Rio de Janeiro | Ceglana       | Marcelo Melo          | Pedro Martínez Jaume Munar           | 6:2, 7:5             |

#### Gra mieszana (1–0)
| Końcowy wynik | Nr | Data             | Turniej                    | Nawierzchnia | Partnerka     | Przeciwnicy               | Wynik finału |
| ------------- | -- | ---------------- | -------------------------- | ------------ | ------------- | ------------------------- | ------------ |
| Zwycięzca     | 1. | 27 stycznia 2023 | Australian Open, Melbourne | Twarda       | Luisa Stefani | Sania Mirza Rohan Bopanna | 7:6(2), 6:2  |

### Finały juniorskich turniejów wielkoszlemowych

#### Gra podwójna (0–1)
| Końcowy wynik | Nr | Data            | Turniej            | Nawierzchnia | Partner      | Przeciwnicy                | Wynik finału |
| ------------- | -- | --------------- | ------------------ | ------------ | ------------ | -------------------------- | ------------ |
| Finalista     | 1. | 6 września 2014 | US Open, Nowy Jork | Twarda       | João Menezes | Omar Jasika Naoki Nakagawa | 3:6, 6:7(6)  |